# Degrmen
Degrmen (izvirno srbsko Дегрмен) je naselje v Srbiji, ki upravno spada pod Občino Kuršumlija; slednja pa je del Topliškega upravnega okraja.

## Demografija
V naselju živi 79 polnoletnih prebivalcev, pri čemer je njihova povprečna starost 49,7 let (46,7 pri moških in 53,8 pri ženskah). Naselje ima 38 gospodinjstev, pri čemer je povprečno število članov na gospodinjstvo 2,32.
To naselje je, glede na rezultate popisa iz leta 2002, večinoma srbsko.
|  |

| Demografija | Demografija     | Demografija     |
| Leto        | Št. prebivalcev | Št. prebivalcev |
| ----------- | --------------- | --------------- |
|             |                 |                 |
|             |                 |                 |
|             |                 |                 |
|             |                 |                 |
| 1948        | 310             |                 |
| 1953        | 338             |                 |
| 1961        | 302             |                 |
| 1971        | 255             |                 |
| 1981        | 172             |                 |
| 1991        | 120             | 120             |
| 2002        | 89              | 88              |
|             |                 |                 |

| Etnična sestava po popisu iz leta 2002 | Etnična sestava po popisu iz leta 2002 | Etnična sestava po popisu iz leta 2002 | Etnična sestava po popisu iz leta 2002 | Etnična sestava po popisu iz leta 2002 |
| -------------------------------------- | -------------------------------------- | -------------------------------------- | -------------------------------------- | -------------------------------------- |
| Srbi                                   | Srbi                                   |                                        | 80                                     | 90,90%                                 |
| Črnogorci                              | Črnogorci                              |                                        | 7                                      | 7,95%                                  |
| Neznano                                | Neznano                                |                                        | 1                                      | 1,13%                                  |